# Benjamin Titus Roberts
Benjamin Titus Roberts (1823-1893) fue un líder religioso metodista. En 1860 originó el cisma de la Iglesia Metodista Libre, de gran repercusión en países como Estados Unidos, Brasil o Japón.

## Biografía
Formado como abogado en la Universidad Wesleyana de Connecticut, participó en 1848 en Genesee en la Conferencia de la Iglesia Metodista Episcopal del Estado de Nueva York. Se casó con Ellen Lois Stowe y tuvo siete hijos. Fue pastor y obispo de la Iglesia Metodista Episcopal.

## Trayectoria
Durante sus estudios en la Universidad Wesleyana, Benjamin T. Roberts destacó como alumno. Allí conoció a Daniel Steele, más tarde rector de la Universidad de Siracusa, y a William C. Kendall, que pronto se convirtieron en sus colaboradores para la reforma de la Iglesia Metodista en el Conferencia de Genesee (Marston, 174). Tras su graduación, Roberts rechazó en un primer momento dirigir el Wyoming Seminary de Kingston, PA, un centro de la Iglesia Metodista Episcopal y apostó por ser admitido en la Conferencia anual de la iglesia en 1848.
Su primera cita pastoral fue en Oakfield (Nueva York), seguida de la localidad de Pike (Nueva York). En 1850, Roberts fue admitido como miembro de pleno derecho en la conferencia anual y fue ordenado diácono. En 1851, fue enviado como párroco de Rushford (Nueva York). Durante estos primeros años, Roberts demostró una preocupación no solo por la abolición, sino también por los efectos destructivos de la riqueza en el Metodismo. Para Roberts y muchos otros metodistas, la jerarquía de la Iglesia Metodista (obispos y otros clérigos) estaban demasiado preocupados por el prestigio social, algo ajeno al "crecimiento en la santidad", como había enseñado John Wesley. Ante esta realidad, Roberts impulsó los valores del llamado Movimiento de Santidad, junto a personas como Phoebe Palmer. 

## Cisma con la Iglesia Metodista Episcopal
En 1852, Roberts fue ordenado "elder" y enviado a una iglesia de Buffalo, Nueva York. En Buffalo, Roberts entró en conflicto con la conferencia por el sistema "pew" , que consistíe en que las familias adineradas podían comprar y/o alquilar bancas para la adoración congregacional. Roberts y sus seguidores señalaban tres principales problemas del sistema: 1) que puso fin a la segregación de la adoración de la congregación en masculino y femenino (que el mismo John Wesley aprobó), 2) que comercializa la iglesia, y 3) que discriminaba en contra de los pobres. (Marston, 178ff.)
En 1853, Roberts fue enviado a Brockport, Nueva York. En 1854, la división en la iglesia metodista era evidente. Por un lado estaban los conservadores, que favorecieron la enseñanza en los asuntos sociales y la ética personal, y que favoreció a la tradicional Metodista énfasis en la entera santificación. Por otro lado, estaban aquellos progresistas que eran favorables a una asimilación de las sensibilidades y costumbres, incluyendo una falta de énfasis en la entera santificación en favor de los más "realistas" las expectativas éticas. Estas conflicto de trasfondo burbujas a la superficie, en 1855. Leslie Ray Marston, el ex obispo de la Iglesia Metodista Libre de Norteamérica, describe mejor la situación:
En 1857, en la Conferencia Anual de Genesee convocada en LeRoy, NY, la jerarquía eclesiástica presentó cargos contra Roberts. Todos sus intentos de apelación fueron denegados. Roberts fue declarado culpable de "conducta inmoral" (Marston, 194). Aunque formalmente estaba reprobado, Roberts fue propuesto para un nuevo cargo en Pekin, NY.
La idea de la separación de la Iglesia Metodista Episcopal había entrado en la mente de algunos reformadores y ya había producido confesional descendencia, tanto en Estados Unidos y en Inglaterra. Sin embargo, Roberts trató de evitar la secesión, a la espera de que durante su período de libertad condicional para apelar su caso directamente a la Conferencia General de la cem que se celebrará en 1860. Varios "libres" iglesias Metodistas, independiente de la MEC, se formaron antes de Roberts, formación y organización de un oficial de la denominación el nombre "Metodista Libre."

## La Iglesia Metodista Libre
Con J. W. Redfield y otros, fundó la Iglesia Metodista Libre de Norteamérica en 1860, durante una conferencia de su organización en Pekín, Nueva York. Ese mismo año fundó una revista, Earnest Christian. En 1866 fundó Chili Seminary en North Chili, Nueva York, que hoy se conoce como Roberts Wesleyan College en su honor. Fue superintendente general de la Iglesia Metodista Libre de 1860-93. Viajó mucho y fue un orador frecuente en las reuniones de Santidad.
Roberts fue un ferviente abolicionista y, en parte, la nueva iglesia nació de su oposición a la esclavitud. Muchos de los principios de Libre Metodistas eran activos en la operación del Ferrocarril Subterráneo. Fueron muy críticos con la Iglesia Metodista Episcopal, de la que muchos de ellos habían llegado, porque no denunció la esclavitud.